# Memorias del general Escobar
Pour plus de détails, voir Fiche technique et Distribution.
Memorias del general Escobar est un film espagnol réalisé par José Luis Madrid et sorti en 1984.

## Synopsis
Le général Antonio Escobar Huerta écrit ses mémoires depuis sa cellule. Son histoire commence avec les faits qui déclenchèrent la Guerre civile espagnole.

## Fiche technique
- Réalisation : José Luis Madrid
- Scénario : Pedro Masip, basé sur la vie du Général Antonio Escobar Huerta
- Directeur de la photographie : Antonio Saiz
- Musique : Cam España
- Montage : José Luis Madrid
- Producteur exécutif : José Luis Madrid
- Format : 35 mm.
- Couleur : Fujicolor.
- Panoramique.
- Durée : 105
- Lieux de tournage : Madrid - Barcelone - Hostalric - Alcalá de Henares - Ciudad Real - Lourdes.
- Spectateurs : 65.649
- Recettes : 90,390 24 €
- Distributeur : LIDER FILMS S.A.
- Date d'autorisation : 18 septembre 1984

## Distribution
- Elisa Ramirez (es) : Sœur Rosario del Niño Jesus / Carmen
- Antonio Ferrandis : général Escobar
- Francisco Piquer (es) : Colonel Ruiz
- José María Caffarel : Manuel Azaña
- Alfonso Del Real (es) : garde
- Antonio Iranzo : Buenaventura Durruti
- Luis Prendes (es)
- Jesús Puente : général Rojo
- Manuel Bronchud (de) : milicien
- Isidro Novellas (de) : général Fernández Burriel (non crédité)
- Teófilo Calle (es) : Juan Negrín
- Pedro Valentín (es) : Martínez
- Fernando Guillén : général Goded
- África Pratt (es) : Angelita
- José Antonio Ceinos
- Ramón Reparaz (es)
- Maruja Recio
- Manuel Rojas
- Mauricio Lapeña
- Francisco Racionero (es) : Ruiz
- Juan Olle
- Emilio Higuera
- Jordi Serrat (ca) : Escofet
- Tino Diaz
- Jordi Batalla
- Fernando Guillen Cuervo
- Carlos Martí
- Francisco Grijalbo
- Joaquín Castellano
- Víctor Melero
- Moisés Vicente